# 阿沃略
阿沃略（挪威語：Averøy）是挪威的一個市镇，位於默勒-魯姆斯達爾郡，行政中心为布吕哈根村。市镇面积为176平方公里，人口数量为5,788人（2020年），人口密度为每平方公里33.5人。